# Leo Varadkar
Leo Eric Varadkar (født 18. januar 1979) er en irsk politiker for partiet Fine Gael, der har fungeret som taoiseach (Irlands regeringsleder)  i to omgange, fra 2017 til 2020 og igen fra 2022. Han har tidlige været forsvarsminister og leder af Fine Gael siden juni 2017. Han har også været Teachta Dála (parlamentsmedlem), valgt i Dublin West-valgkredsen, siden 2007.
Varadkar blev født i Dublin og studerede medicin ved Trinity College Dublin. Han tilbragte flere år som hospitalslæge, og til sidst kvalificerede han sig til en praktiserende læge i 2010. I 2004 sluttede han sig til Fine Gael og blev medlem af Fingal amtsråd og fungerede senere som borgmester. Han blev valgt til Dáil Éireann for første gang i 2007. Han blev senere minister for social beskyttelse fra 2016 til 2017, minister for sundhed fra 2014 til 2016 og minister for transport, turisme og sport fra 2011 til 2014 under Kenny-regeringen. 
I maj 2017 annoncerede Kenny, at han ville fratræde som Taoiseach og leder af Fine Gael. Varadkar stillede op til formandskabet for at erstatte ham, og selvom flere partimedlemmer stemte for hans modstander, Simon Coveney, vandt han formandskabet med en betydelig margen blandt medlemmerne af Oireachtas og blev valgt til leder den 2. juni 2017. Tolv dage senere blev han udnævnt til Taoiseach, og med sine 38 år blev han den yngste Taoiseach nogensinde.
Under folkeafstemningen om ægteskab mellem to mennesker af samme køn i 2015, sprang Varadkar ud som homoseksuel og blev den første irske minister til at gøre det. Han er Irlands første og verdens fjerde, åbent homoseksuelle regeringschef i moderne tid. Han er også den første Taoiseach af indisk herkomst.

## Tidlige liv
Varadkar blev født den 18. januar 1979 på Rotunda Hospital, Dublin, og er det tredje barn og eneste søn af Ashok og Miriam (førdt Howell) Varadkar. Hans far blev født i Mumbai, Indien, og flyttede til Storbritannien i 1960'erne for at arbejde som læge. Hans mor, født i Dungarvan, County Waterford, mødte sin fremtidige mand, mens hun arbejdede som sygeplejerske i Slough. De giftede sig i Storbritannien i 1971, boede derefter i Leicester, hvor den ældste af deres tre børn, Sophie, blev født. Familien flyttede til Indien, før de bosatte sig i Dublin i 1973, hvor deres andet barn, Sonia, blev født.
Varadkars forældre blev enige om at opdrage deres søn, født til en hinduisk far og en katolsk mor, i den katolske tro. Han blev uddannet på St Francis Xavier National School, Blanchardstown. Hans uddannelse på andet niveau fandt sted på King's Hospital i Palmerstown, en internatskole, der drives af Church of Ireland.
Under sin skolegang sluttede han sig til Young Fine Gael. Han blev optaget på Trinity College Dublin (TCD), hvor han kort studerede jura. Han skiftede senere til medicin. På TCD var han aktiv i universitetets Young Fine Gael-gren og fungerede som vicepræsident for Youth of the European People's Party, ungdomsfløjten for Det Europæiske Folkeparti, hvor Fine Gael er medlem. Varadkar blev valgt til Washington Irland-programmet for service og ledelse (WIP), et prestigefyldt halvt års personligt- og professionelt udviklingsprogram i Washington D.C., for studerende fra Irland.
Han graduerede fra School of Medicine (Trinity College Dublin) i 2003, efter at han havde afsluttet sin praktikplads ved KEM Hospital i Mumbai. Derefter tilbragte han flere år med at arbejde som juniorlæge på St. James's Hospital og Connolly Hospital, før han blev kvalificeret som praktiserende læge i 2010.

## Tidlig politisk karriere

### Fingal amtsråd (2003 – 2007)
Varadkar var tyve år gammel og medicinstuderende på andet år, da han uden held stillede op til lokalvalget i 1999 i Mulhuddart-valgområdet. Varadkar blev valgt til Fingalamtsråd i 2003 for Castleknock-valgområdet som erstatning for Sheila Terry. Ved lokalvalget i 2004 modtog han den højeste førsteprioritetsstemme i landet med 4.894 stemmer og blev valgt ved den første optælling.

### Dáil Éireann (2007 – nu)
Varadkar blev valgt til Dáil Éireann ved valget i 2007. Derefter udnævnte oppositionsleder, Enda Kenny, ham til "Front Bænken" som ordfører for erhverv, handel og beskæftigelse indtil en omskiftning i 2010, da han blev ordfører for kommunikation, energi og naturressourcer. Ved valget i 2011 blev Varadkar genvalgt til Dáil Éireann med 8.359 førsteprioritetsstemmer (en andel på 19,7% af afstemningen i en valgkreds med fire sæder).

## Ministerperiode

### Minister for transport, turisme og sport (2011–2014)
Da Fine Gael dannede en koalitionsregering med Iris Labour Party, blev Varadkar udnævnt til minister for transport, turisme og sport den 9. marts 2011. Dette blev betragtet som en overraskelsesaftale, da Varadkar ikke var kendt som en sportselsker. Han sagde, at mens han vidste ”en masse fakta   . . . Jeg spiller ikke sport."
I maj 2011 antydede Varadkar, at det var "meget usandsynligt" for Irland at genoptage låntagning i 2012 og muligvis har brug for en anden bailout, hvilket forårsagede spekulationer på internationale markeder om Irlands troværdighed. Mange af hans kabinetkolleger rynkede på panden over Varadkar's ligefremhed, hvilket Den Europæiske Centralbank også gjorde. Taoiseach Enda Kenny gentog den irske regerings linje, at staten ikke ville kræve en yderligere redninger fra EU-IMF og sagde, at han havde advaret alle ministre mod offentligt at forvirre om økonomien. Varadkar sagde, at reaktionen på historien blev hypet eller fordrejet, men at han ikke blev fejlciteret. The Evening Herald beskrev gentagne gange Varadkar som udsat for brølere.

### Sundhedsminister (2014–2016)
I ministerrokaden i juli 2014 erstattede Varadkar James Reilly som sundhedsminister.
Han blev vendt tilbage til Dáil ved valget i 2016. Han bevarede sundhedsporteføljen som fungerende kapacitet indtil maj samme år på grund af forsinkelse i regeringsdannelsen. I en af sine sidste handlinger som sundhedsminister beskar Varadkar året budget til mental sundhed fra 35 millioner euro til 43 millioner euro og fortalte Dáil, at nedskæringerne var "nødvendige, da finansieringen bedre kunne bruges andre steder." 

### Minister for social beskyttelse (2016–2017)
Den 6. maj 2016, efter at regeringens dannelsesforhandlinger var afsluttet, udnævnte Taoiseach Enda Kenny Varadkar til minister for social beskyttelse. I løbet af sin tid i ministeriet lancerede han en kampagne mod velfærdssvindel.

## 14. Taoiseach (2017 – 2020 og 2022 – 2024)

### 2017
Den 2. juni 2017 blev Varadkar valgt til leder af Fine Gael og besejrede Simon Coveney. Selvom Coveney havde støtte fra flere Fine Gael-medlemmer end Varadkar, vægtede valgmandssystemmet partiet parlamentsmedlemmer højere, og disse støttede stærkt Varadkar.
Ligesom Enda Kenny, afhang Varadkar på støtte fra uafhængige parter og stemmeafståelse fra Fianna Fáil for at støtte hans premierministerskab. Den 14. juni 2017 blev han udnævnt til Taoiseach med 57 mod 50 stemmer med 47 blanke stemmer. Han blev Irlands første åbent homoseksuelle Taoiseach såvel som den yngste. Han er dog ikke den yngste leder af en irsk regering; både Éamon de Valera og Michael Collins var yngre da de overtog deres respektive stillinger inden oprettelsen af den nuværende irske republik. Han er også den første regeringschef, der er af halvindisk afstamning. Det var også første gang, at en Fine Gael-Taoiseach blev efterfulgt af en anden.
En af Varadkars første handlinger som Taoiseach var at annoncere en folkeafstemning om abort i 2018. Han sagde, at regeringen også ville lave en køreplan for opnåelsen af en økonomi med et lavt carbon-aftryk.
Hans regering kollapsede næsten som et resultat af Garda whistleblower-skandalen og Tánaiste (vicepremierminister) Frances Fitzgeralds rolle i den. Fianna Fáil, det største oppositionsparti, der var i en tillids- og afstemningsaftale med Fine Gael, truede med et mistillidsvotum mod Tánaiste. Denne handling ville have forårsaget et sammenbrud af regeringen og forårsaget et stort valg. På trods af dage med hårdknuder blev krisen afværget, efter at Fitzgerald trak sig som minister for at forhindre valget, hvilket det meste af landet ikke ønskede på grund af muligheden for at bringe den irske position i Brexit-forhandlingerne i fare. Kort efter dette udnævnte Varadkar den tidligere lederrival og udenrigsminister Simon Coveney som Tánaiste, Heather Humphreys som erhvervs- og innovationsminister og Josepha Madigan som minister for kultur, kulturarv og Gaeltacht i en lille ministerrokade.
Kort efter Fitzgerald-krisen, mødte Brexit- forhandlingerne en blindgyde, da leder af DUP Arlene Foster modsatte sig en aftale, der var aftalt af Varadkar, den britiske premierminister Theresa May og præsident for Europa-Kommissionen, Jean-Claude Juncker. Dette forhindrede at en aftale blev nået ved deadline for Brexit. Varadkar sagde, at han var 'overrasket' og 'skuffet' over, at Storbritannien ikke kunne nå til en aftale. Senere samme uge blev der imidlertid afsluttet en konsensusaftale. Varadkar sagde, at han havde modtaget garantier fra Storbritannien, at der ikke ville være nogen hård grænse mellem Irland og Nordirland. Senere sagde han, at han og hans ministerhold havde 'opnået alt, hvad vi havde til hensigt at nå', under samtalerne, før han citerede den tidligere britiske premierminister Winston Churchill ved at sige: "This is not the end, this is the end of the beginning". En Irish Times-meningsmåling, der blev taget i disse dage, viste Varadkar med en tillidsgrad på 53%, den højeste for nogen Taoiseach siden 2011, og viste Fine Gael med en elleve-procentpoints føring over Fianna Fáil. Regeringens tilfredshed var også 41%, den højeste i næsten 10 år. Irish Times-spaltist Pat Leahy hævdede, at Varadkar havde afsluttet 2017 'on a high', og IrishCentral kaldte det Taoiseachs 'fineste hour'.

### 2018
I januar 2018 nåede hans tilfredshedsvurdering fra vælgerne 60%, hvilket er det højeste for enhver Taoiseach.
I januar 2018 meddelte han, at en folkeafstemning om ophævelse af Irlands 8. forfatningsparagraf, der forhindrede enhver liberalisering af de restriktive abortlovgivninger, ville finde sted i maj. Hvis vedtaget, ville det give regeringen mulighed for at indføre ny lovgivning. Det blev foreslået, at kvinder skulle få ubegrænset adgang til abort indtil 12 uger, med undtagelser, hvis moderens liv er i fare indtil seks måneder. Varadkar sagde, at han ville være fortaler for at liberalisere lovene og sagde, at hans holdning blev ændret af vanskelige sager i hans embedsperiode som sundhedsminister. Folkeafstemningen blev vedtaget med et flertal på 2:1.

### 2019
Den 24. januar 2019 sagde Varadkar i et interview med Euronews, at han stod fast på den irske backstop og kaldte Brexit: "an act of self-harm", som ikke var gennemtænkt fuldt ud. Han sagde også, at teknologien, som Brexit-fortalere havde lovet til at løse Nordirlands grænseproblem "ikke eksisterer endnu".
Varadkar sagde, at han vil nægte at ratificere frihandelsaftalen mellem EU og Mercosur, medmindre Brasilien forpligter sig til at beskytte miljøet. Frygten er, at aftalen kan føre til mere skovrydning af Amazonas regnskov, da den udvider markedsadgangen til brasiliansk oksekød.

## Personlige liv
Varadkar er den første irske regeringsleder af indisk oprindelse og har besøgt Indien ved en række lejligheder. Han afsluttede sit medicinske praktikophold på KEM Hospital i sin fars barndomsby Mumbai.
Under et interview på RTÉ Radio den 18. januar 2015 (hans 36-års fødselsdag) talte Varadkar for første gang offentligt om at være homoseksuel: ”Det er ikke noget, der definerer mig. Jeg er ikke en halvindisk politiker eller en doktorpolitiker eller en homoseksuel politikere for den sags skyld. Det er bare en del af den jeg er, det definerer mig ikke, det er en del af min karakter, tænker jeg". Varadkar var en fremtrædende talsmand for folkeafstemningen om ægteskab mellem personer af samme køn. Hans partner, Matthew Barrett, er læge ved Mater Misericordiae University Hospital.
I juni 2019, for at markere 50-årsdagen for Stonewall-optøjerne, en begivenhed, der i vid udstrækning blev betragtet som et vandskel i den moderne LGBTQ-rettighedsbevægelse, udnævnte Queerty ham til en af Pride50's ”banebrydende individer, der aktivt sikrer samfundet forbliver i retning af lighed, accept og værdighed for alle queer mennesker".
Varadkar afsluttede et kursus i professionel irsk og udledte en irsk form af sit efternavn, Leo de Varad. 